# Sencelles
Sencelles è un comune spagnolo di 3 105 abitanti situato nella comunità autonoma delle Baleari, sull'isola di Maiorca.